# Erwina Barzychowska
Erwina Barzychowska est une écolière polonaise née le 16 octobre 1929 à Gdańsk et morte le 20 octobre 1939 dans la même ville, victime d'une attaque nazie, participante à la défense de la poste polonaise contre les Allemands, la plus jeune victime de cette attaque, ainsi que le premier enfant victime de la Seconde Guerre mondiale à Gdańsk.

## Biographie
Erwina Barzychowska est orpheline et élevée par Jan Pipka (1872-1939), concierge à la poste polonaise, et sa femme Małgorzata Pipka, également concierge au même bureau. Elle fréquente l'école Macierzy Szkolna dans la maison polonaise de la rue Wałowa (alors Wallgasse) à Gdańsk (alors territoire de la ville libre de Dantzig dominée par les Allemands).
Le 1er septembre 1939, après l'invasion de la Pologne par l'Allemagne, la poste polonaise de Gdańsk est assiégée. Il y a 58 personnes dans le bâtiment, dont Erwina et Małgorzata Pipka dans l'appartement de service. Le concierge aide probablement les défenseurs du bureau de poste et soigne les blessés, tout en initiant des prières après que les Allemands  aient pompé de l'essence dans les caves et mis le feu. À 19 heures, la décision est prise de rendre le bureau. Erwina est aspergée de benzol ou d'essence chaude par les Allemands et incendiée au lance-flammes,,,. Après avoir été emmenée hors du bâtiment par Margaret, elle court dans la cour de la poste en flammes, mais survit au massacre et est transportée à l’hôpital,. Elle meurt finalement sans avoir été soignée par les médecins allemands de l'hôpital municipal de Gdańsk pendant les sept semaines qui suivent (elle est brûlée au deuxième et au troisième degré).
Sa tombe se trouve dans le cimetière de Zaspa, à Gdansk, quatera II, tombe 36.
Aucune autorité allemande n'enquête sur son assassinat après la guerre.

## Hommages
Une rue du quartier de Łostowice à Gdańsk porte son nom. Une sculpture de 172 cm de haut à son effigie se trouve dans le complexe de l'école de communication situé au 51/52 de la rue Podwale Staromiejskie. Elle représente une jeune fille debout près d'une fenêtre, un ours en peluche à la main (cet ours en peluche l'a accompagnée jusqu'à sa mort). L'autrice de l'œuvre est Hanna Kostecka.
En 1957, les défenseurs du bureau de poste sont commémorés par des plaques apposées sur le bâtiment du bureau, qui comprend une description des événements tragiques et une liste des noms des victimes. En 1979, les plaques sont démontées en raison d'erreurs factuelles signalées par les familles des victimes. Entre autres, l'âge d'Erwina, qui a dix ans au moment de sa mort, est erroné, indiquant onze ans, comme l'indiquent certains ouvrages. Le 11 novembre 2018, date anniversaire du crime de Piasnica, de nouvelles plaques contenant les données correctes sont érigées.